# ایلماری ۲۱۰۷
سیارک ۲۱۰۷ (به انگلیسی: 2107 Ilmari، نامگذاری:1941VA) دو هزار و صد و هفتمین سیارک کشف شده‌است که در ۱۲ نوامبر ۱۹۴۱ کشف شد.
قدر مطلق سیارک برابر ۱۱٫۴۰ است.